# Where Did We Go
Where Did We Go è un singolo della cantante e rapper inglese Misha B pubblicato il 1º aprile 2014 su Soundcloud.

## Tracce
- Download digitale

1. Where Did We Go – 4:17